# Caryospora neofalconis
Caryospora neofalconis – gatunek pasożytniczych pierwotniaków należący do rodziny Eimeriidae z podtypu Apicomplexa, które kiedyś były klasyfikowane jako protista. Występuje jako pasożyt drapieżnych ptaków. C. neofalconis cechuje się tym iż oocysta zawiera 1 sporocystę. Z kolei każda sporocysta zawiera 8 sporozoitów.
Obecność tego pasożyta stwierdzono u raroga górskiego (Falco biarmicus), sokoła preriowego (Falco mexicanus), sokoła wędrownego (Falco peregrinus), kobuza (Falco subbuteo), pustułki zwyczajnej (Falco tinnunculus) należących do rodziny jastrzębiowatych.